# Leptoseris amitoriensis
Leptoseris amitoriensis is een rifkoralensoort uit de familie van de Agariciidae. De wetenschappelijke naam van de soort is voor het eerst geldig gepubliceerd in 1990 door Veron.